# Alejandro Hernández
Alejandro Hernández Julia (ur. 1 października 1977 w Tijuanie) – meksykański tenisista, reprezentant w Pucharze Davisa, olimpijczyk.

## Kariera tenisowa
Startując w gronie juniorów Hernández osiągnął w 1995 roku finał Wimbledonu w grze podwójnej chłopców. Tworzył wówczas parę z Mariano Puertą.
Karierę tenisową Hernández rozpoczął w 1995 roku, a zakończył w 2005 roku.
Jako zawodowy tenisista dwa razy triumfował w turniejach o randze ATP Challenger Tour. W turniejach wielkoszlemowych wystąpił raz w drabince singlowej, podczas Wimbledonu 1999, gdzie przegrał w 1 rundzie z Karolem Kučerą.
W 1996 i 2000 roku Hernández wystartował w igrzyskach olimpijskich. W Atlancie zagrał w grze pojedynczej i grze podwójnej, a w Sydney tylko w deblu. Za każdym razem Meksykanin odpadał z rywalizacji w 1 rundzie.
W 2003 roku Hernández zdobył złoty medal w grze podwójnej podczas igrzysk panamerykańskich w Santo Domingo. Partnerem deblowym Hernándeza był wówczas Santiago González.
W latach 1994–2005 reprezentował Meksyk w Pucharze Davisa. Rozegrał przez ten czas łącznie 47 meczów, z których w 29 zwyciężył.
W rankingu singlowym Hernández najwyżej był na 125. miejscu (24 lutego 1997), a w klasyfikacji deblowej na 115. pozycji (13 grudnia 2004).

### Zwycięstwa w turniejach ATP Challenger Tour

#### Gra pojedyncza (2)
| Nr | Data              | Turniej     | Nawierzchnia | Przeciwnik w finale | Wynik finału  |
| 1. | 24 listopada 1996 | Puebla      | Twarda       | Alexander Reichel   | 7:6, 7:6      |
| 2. | 7 września 1997   | Guadalajara | Ceglana      | Bobby Kokavec       | 6:4, 5:7, 6:2 |